# National Academy of Medicine
L'Acadèmia Nacional de Medicina dels Estats Units (en anglès: National Academy of Medicine), coneguda com a Institute of Medicine (IOM) fins al 30 de juny de 2015, és una organització no governamental sense fins lucratius dels Estats Units, fundada el 1970 amb base a una acta de la Acadèmia Nacional de Ciències dels Estats Units. Forma part de les Acadèmies Nacionals de Ciències, Enginyeria i Medicina, incloent:
- Academia Nacional de Ciències dels Estats Units (National Academy of Sciences - NAS)
- Academia Nacional d'Enginyeria dels Estats Units (National Academy of Engineering - NAE)
- Consell Nacional d'Investigació (National Research Council - NRC)

## Història
L'institut va ser fundat el 1970, sota la carta del Congrés de l' Acadèmia Nacional de Ciències com l'Institut de Medicina. El 28 d'abril de 2015, els membres de la NAS van votar a favor de reconstituir l'IOM com una nova Acadèmia Nacional de Medicina i establir una nova divisió sobre salut i medicina dins del NRC que té les activitats del programa de l'IOM en el seu nucli central. Aquests canvis van entrar en vigor l'1 de juliol de 2015.

## Premis
El Premi Internacional Rhoda i Bernard Sarnat en Salut Mental (Premi Sarnat) es va establir el 1992 i és concedit anualment per l'Acadèmia per reconèixer a individus, grups o organitzacions per haver assolit un notable èxit en la millora de la salut mental. S'acompanya d'una medalla i de 20.000 dòlars.

## Membres
Entre els notables, el 22 d'octubre de 2018, el metge català Elías Campo fou nomenat membre de l'Acadèmia. Un altre investigador de l'Hospital Clínic de Barcelona, el neuròleg Josep Dalmau, va ser escollit membre de la institució l'any 2015.
L'Acadèmia escollí com a membre María José Alonso, farmacòloga de la Universitat de Santiago de Compostel·la, el 2016.
Actualment (2019), té més de 2.000 membres estatunidencs i estrangers, sent el seu president Victor J. Dzau.